# Alvaradoia ornatula
Alvaradoia ornatula är en fjärilsart som beskrevs av Hugo Theodor Christoph 1887. Alvaradoia ornatula ingår i släktet Alvaradoia och familjen nattflyn. Inga underarter finns listade i Catalogue of Life.